# Sture Stork
Sture Henrik Stork (Saltsjöbaden, 25 de julho de 1930 — 27 de março de 2002) foi um velejador sueco, campeão olímpico. Ele competiu nos Jogos Olímpicos de Verão de 1956 na classe 5.5 Metre e conquistou a medalha de ouro a bordo do Rush V, ao lado de Lars Thörn e Hjalmar Karlsson. Oito anos depois, nos Jogos Olímpicos de Verão de 1964, conseguiu a prata nesta mesma classe no com Thörn e Arne Karlsson.
Durante toda sua carreira profissional, Stork foi membro da Kungliga Svenska Segelsällskapet. Ele era engenheiro civil e trabalhou na Atlas Copco, inclusive como gerente de produção no Brasil.